# Чичагов, Никифор Петрович
Никифор Петрович Чичагов (1790—1855) — российский историк, действительный статский советник. Представитель рода Чичаговых. Отец  генерал-майора М. Н. Чичагова, дед генерал-лейтенанта Н. М. Чичагова и святителя Серафима.

## Биография
Родился около 1790 года в дворянской семье. Его дед, Василий Афанасьевич, служил придворным конюшим, а отец, Пётр Васильевич — рейт-пажом.
Рано потерял отца. Впоследствии много судился из-за наследства, в том числе с собственной бабкой.
Был студентом Московской губернской гимназии. В 1807 году поступил на государственную службу. В дальнейшем его часто переводили из одного ведомства в другое, повышая чин за выслугу лет. Так в 1829 году он был назначен в департамент законов Государственного совета, где тогда же работал М. М. Сперанский. А в 1835 году стал чиновником «для особых поручений» Министерства внутренних дел.
С начала 1830-х годов в свободное от службы время Чичагов занимался сбором сведений и подготовкой жизнеописаний русских деятелей. После завершения рукописи осенью 1846 года, он обратился к начальнику канцелярии императора с просьбой передать её Николаю I. Однако император не заинтересовался работой Чичагова, и в итоге она была передана в Отделение русского языка и словесности Императорской Академии Наук, где получила негативную оценку за подражание Карамзину и «отсутствие новизны и художественности». Чичагов всё же издал часть своей рукописи в виде двух книг, посвященных жизни князя Пожарского и П. А. Румянцева-Задунайского.
У Чичагова и его супруги Анны Васильевны было не менее двенадцати детей. Из сыновей до совершеннолетия дожили шестеро: Александр, Пётр и Виктор стали чиновниками, Михаил, Владимир и Ростислав — военными. 
Похоронен у церкви Св. Екатерины в Мурино, под Санкт-Петербургом. Надгробный памятник не сохранился. 

## Изданные труды
- Жизнь князя Пожарского, келаря Палицына и гражданина Минина. — СПб., 1848.
- Жизнь генерал-фельдмаршала графа Петра Александровича Румянцева-Задунайского. — СПб., 1849.